# Amt Malchin-Land

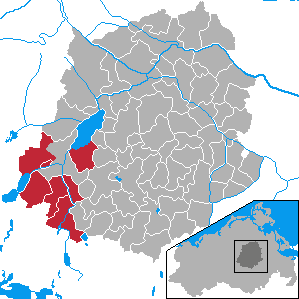
Amt Malchin-Land im Landkreis Demmin

Das Amt Malchin-Land war ein Amt im ehemaligen Landkreis Demmin in Mecklenburg-Vorpommern mit Sitz in der nicht amtsangehörigen Stadt Malchin. Seit 1992 waren in dem Amt die sechs Gemeinden Basedow, Duckow, Faulenrost, Gielow, Kummerow und Remplin zur Erledigung ihrer Verwaltungsgeschäfte zusammengeschlossen. Am 1. Juli 2002 wurde die vormals amtsfreie Stadt Neukalen eingegliedert – gleichzeitig wurde das Amt in Amt Am Kummerower See umbenannt. Das Amt wurde am 1. Januar 2005 aufgelöst, die Mitgliedsgemeinden bilden nun zusammen mit der vormals amtsfreien Stadt Malchin das neue Amt Malchin am Kummerower See.